# شريان مبيضي
شريان مبيضي (بالإنجليزية: Ovarian artery)‏ هو فرع من الأبهر البطني.

## معرض صور

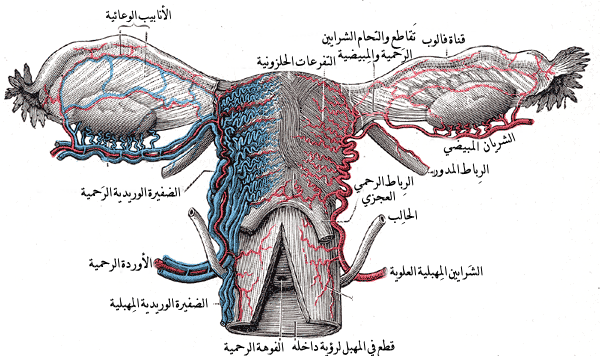
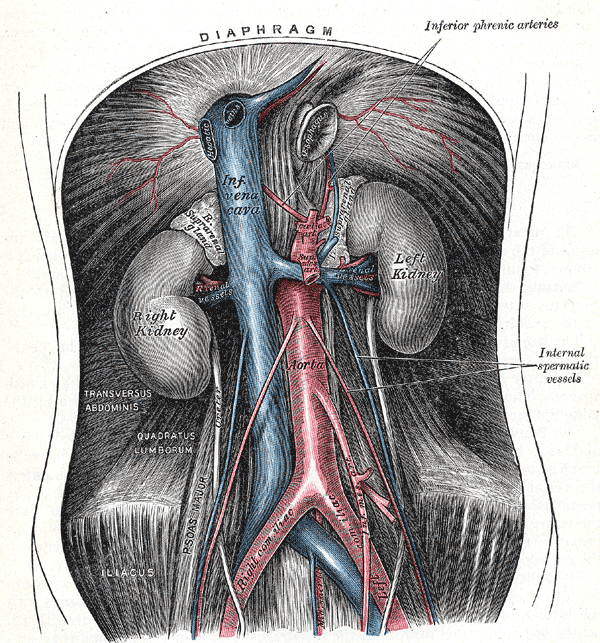
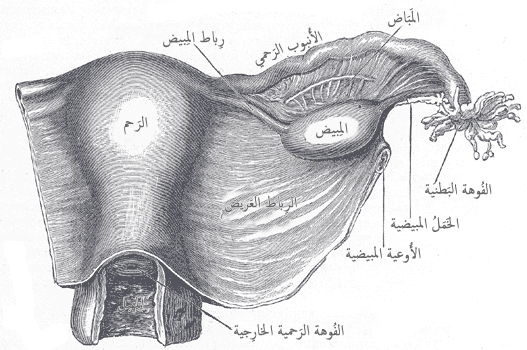